# Scanalatrice

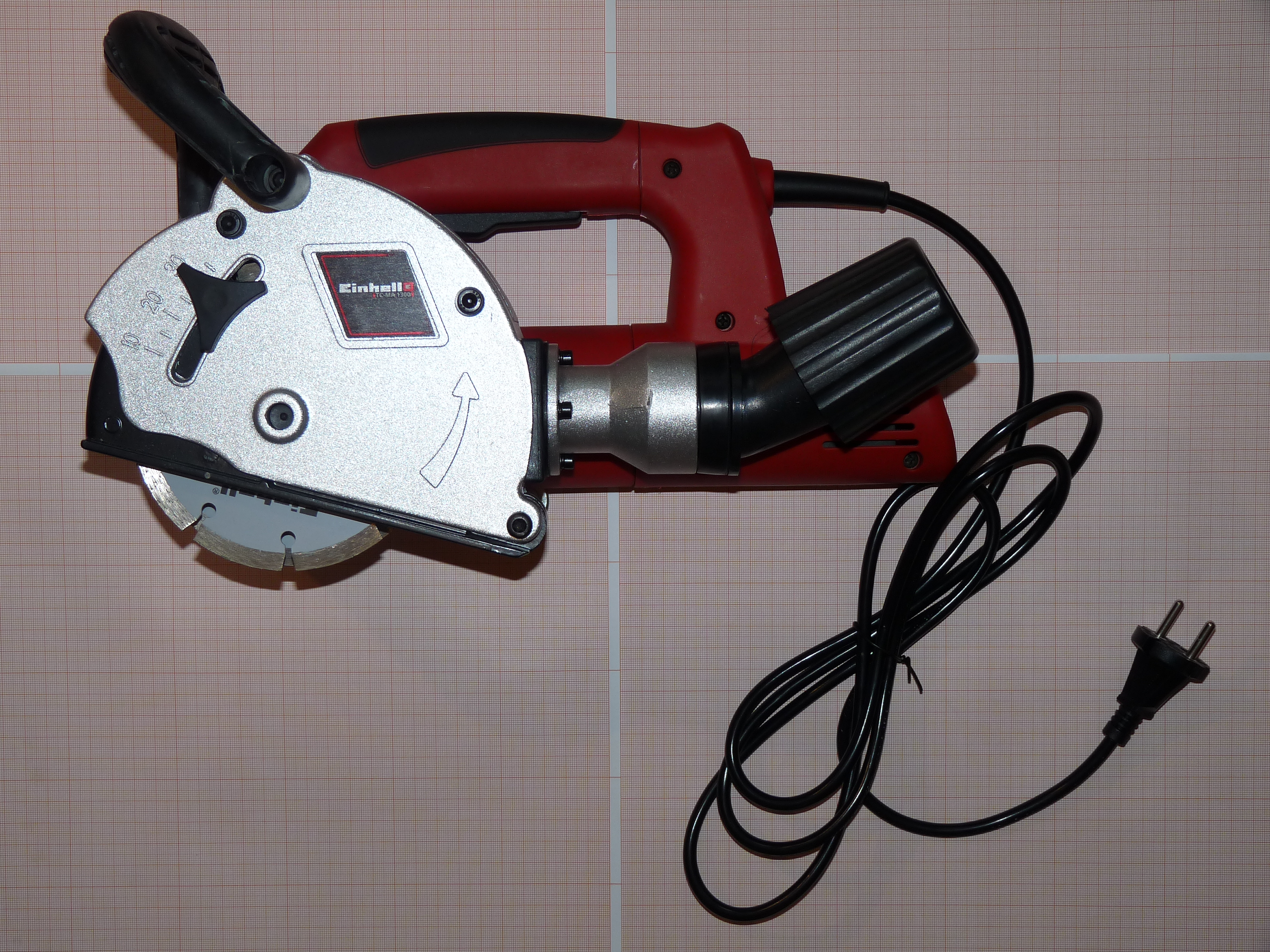
Scanalatrice

La scanalatrice (o crenatrice) è una macchina utensile portatile pensata per creare scanalature, dette anche tracce o crene, in edilizia; è utilizzata, per esempio, per la realizzazione dell'impianto elettrico.

A seconda dei modelli è munita di uno o due dischi diamantati a segmenti, la profondità e la larghezza del taglio sono regolabili. Alcuni modelli sono muniti di un piccolo carrello che facilita lo scorrimento della macchina lungo la superficie da scanalare. 
Sono macchine progettate per tagliare mattoni, calcestruzzo o pietra, ma esistono modelli specifici per cartongesso e pannelli in legno composito delle case in legno strutturale.